# Luigi Bigiarelli
Luigi Bernardo Maria Saverio Bigiarelli (Roma, 20 agosto 1875 – Bruxelles, 16 febbraio 1908) è stato un atleta e dirigente sportivo italiano cofondatore, il 9 gennaio 1900, della Società Podistica Lazio, divenuta in seguito Polisportiva S.S. Lazio.

## Biografia

### Le origini

Bigiarelli in tenuta da podista

Nacque a Roma figlio di Mariano 1º sergente della Guardia Pontificia soprannominato Er puntale. Come sottufficiale dei Bersaglieri nel marzo del 1896 prese parte alla guerra di Adua in cui persero la vita più di 5000 italiani. In quegli anni a Roma si disputarono le prime gare di atletica, a Villa Doria Pamphili: è forse in quell'occasione che Bigiarelli si avvicinò al podismo. In Piazza d'Armi i fratelli Bigiarelli – Luigi e Giacomo – si cimentavano in allenamenti di resistenza allo sforzo, di velocità e nel nuoto.
Ancora ragazzo, Luigi fu detentore del campionato di corsa veloce del 1899 e fu poi uno dei fondatori di tutto il movimento del podismo romano, diventando direttore di gare di corsa e nuoto. Grazie a questa sua passione per la ginnastica fonderà successivamente una società podistica della quale gli amici che lo accompagnavano nelle escursioni divennero anche i primi soci. Preferì questo suo nuovo stile di vita alla precedente vita mondana, come scrisse egli stesso nel suo diario: il 21 aprile (Natale di Roma) del 1899 aveva infatti deciso «di abbandonare la vita galante, passeggi, caffè», sostituendo tutto ciò con l'attività sportiva «onde divagarmi [...] facendo esercizi violenti».
Desideroso in particolare di partecipare al Giro di Castel Giubileo, in programma il 21 aprile 1900, al quale erano ammessi soltanto atleti iscritti a società ufficiali, sul finire del 1899 Luigi pensò di fondarne una propria. Fu così che il 9 gennaio 1900, in Piazza della Libertà, Bigiarelli, suo fratello Giacomo, Odoacre Aloisi, Arturo Balestrieri, Alceste Grifoni, Giulio Lefevre, Galileo Massa, Alberto Mesones ed Enrico Venier fondarono la Società Podistica Lazio.
Negli anni seguenti furono scelti l'aquila imperiale, simbolo delle legioni romane, come emblema e come colori sociali il bianco e l'azzurro che rievocavano la bandiera della Grecia moderna, patria dei Giochi olimpici. Altre ipotesi storiografiche ridimensionano l'influenza greco-latina sulla simbologia della Lazio, attribuendone l'origine principalmente ad alcune attività sportive praticate, segnatamente agli sport acquatici per la scelta dei colori sociali e all'escursionismo per l'adozione del rapace nello stemma. Le attività della società si estesero in seguito all'atletica leggera, al nuoto e, un anno dopo, al calcio, divenuto poi negli anni lo sport di punta della polisportiva, rappresentata dalla Società Sportiva Lazio. 
Bigiarelli fu anche il primo presidente della federazione Audax podistica, fino al 1902, ma non fu mai presidente della Lazio in quanto non voleva vi fossero differenze di importanza tra i soci.

### Gli ultimi anni e la morte

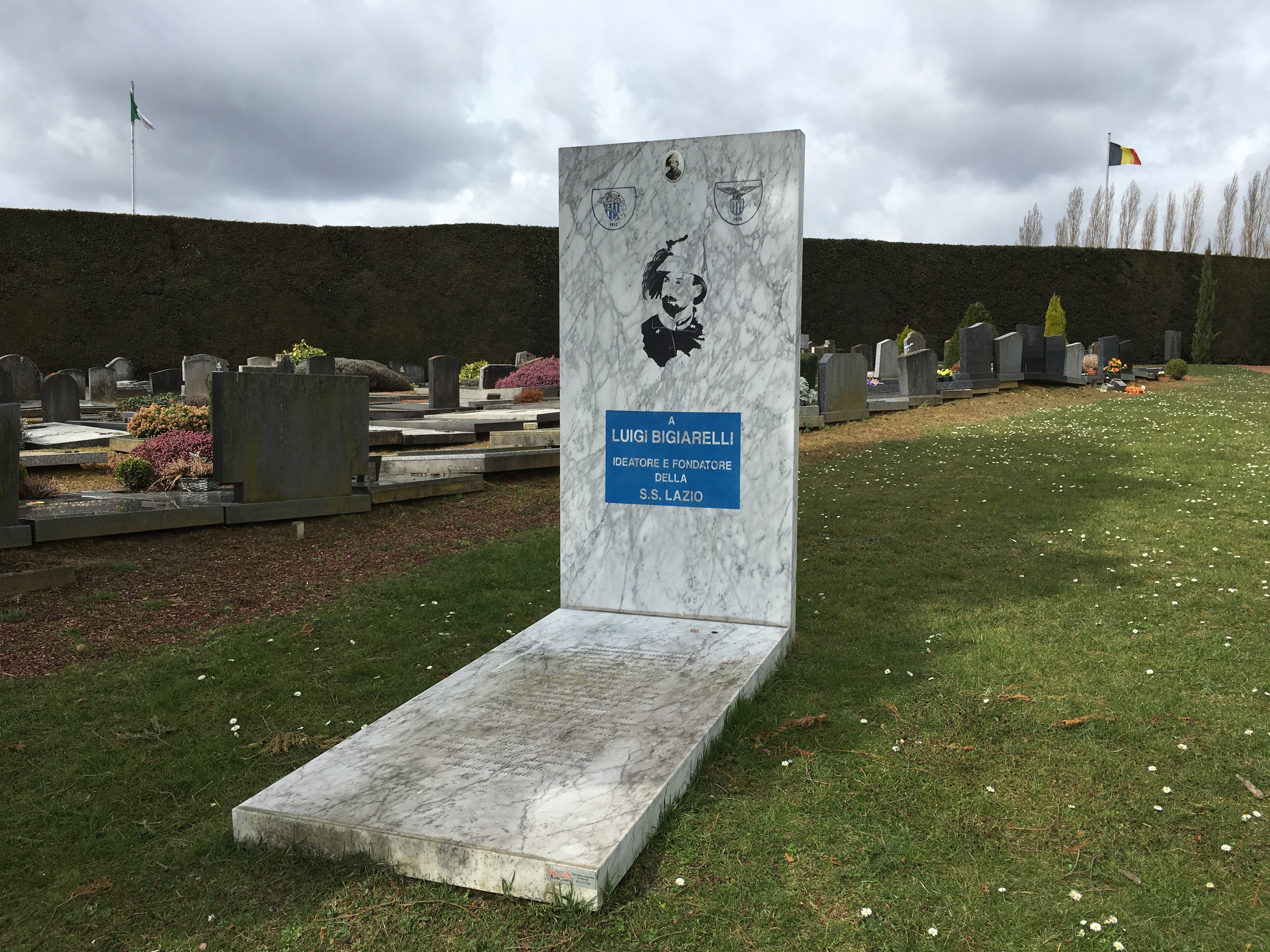
La stele di Bigiarelli presso il cimitero di Ixelles

Successivamente Luigi seguì in Belgio il fratello Giacomo, che era emigrato per lavoro. Rimane il suo record di marcia della mezzora (km 6,742) e anche quello dell'ora al Bois de Boulogne di Parigi (km 11,282), dove vinse anche la gara di marcia dei 30 km in due ore e 28 minuti.
Contrariamente a quanto si apprese dai giornali dell'epoca, la sua morte, causata da una polmonite, è datata 16 febbraio e non 2 marzo. Il 16 febbraio 2011 è stata individuata la sua tomba: Bigiarelli riposa nel cimitero della cittadina belga di Ixelles, uno dei comuni che formano la metropoli di Bruxelles, a circa 2 km dalla sede di tutte le principali istituzioni dell'Unione europea (Consiglio, Commissione, SEAE).

## Commemorazioni
- In occasione della festa per il centenario della Lazio tenutasi la sera del 9 gennaio 2000 allo stadio Olimpico di Roma, l'attore Enrico Brignano – accanito tifoso biancoceleste – ha interpretato proprio Bigiarelli in una scenetta.[8]
- Il 28 settembre 2022 a Bigiarelli è stata dedicata una parte dei giardini di Piazza della Libertà a Roma, il luogo dove nacque la Società Podistica Lazio.[9]